# Hexatoma (Eriocera) fenestrata
Hexatoma (Eriocera) fenestrata is een tweevleugelige uit de familie steltmuggen (Limoniidae). De soort komt voor in het Oriëntaals gebied.